# Манастир Дреновац (Бечкерек)
Манастир Дреновац српски православни манастир који је постојао до 18. века, у околини Великог Бечкерека (данашњег Зрењанина) у Банату.

## Историја

### Локација
У околини старог српског села Мартинице (данашње Лукићево) био је некад православни манастир Дреновац највероватније на речици Петри, где је сада света "перлеска" Водица. То место се може видети на картама из 18. и 19. века.
Али постоји и старија теза да се манастир налазио у селу Градној улици, уз Велики Бечкерек. На месту Ваведењског православног храма, где су сада стари огромни брест и капела посвећена преподобном Рафаилу Банатском, који се ту упокојио и сахрањен је.
Зрењанински прота Милош Поповић је чини се разрешио недоумице. Утврдио је да су у исто време (1666) постојали и Ваведењска црква у Великом Бечкереку (по традицији "манастир") и негде ван града на пустари са водом манастир Дреновац. При Ваведењском храму служили су 1666. године, поп Гаврило, поп Захарије, те монахиње Јелисавета и Еуфросинија. По протином мишљењу манастир је око 1700. године био "пресељен", из околине у сам град, баш ту код граднуличке Ваведењске цркве.

### Оснивање
Када је српски деспот Ђурађ Бранковић након смрти ујака деспота Стефана Лазаревића 1427. године наследио његове поседе, добио је на управу места Бечеј и Бечкерек. На тим добрима (у Банату) добио је деспот Ђурађ одобрење од папе Николе (1447—1455) да може In regno Hungarie, подићи девет манастира за српске православне калуђере - Kalogeros Grekos. По мађарском историчару Јенеу Сенткларају половином 15. века подигао је српски деспот и православни манастир Дреновац.
Не зна се да ли га је подигао српски деспот Ђурађ Бранковић или хиландарски монаси, с обзиром да то био њихов метох. Остаје питање где се налазио хиландарски метох. Да ли је стари манастир Дреновац (лоциран ван града) или је то постао тек као "нови" - у Градној улици (у Бечкереку са двема монахињама још 1666)?
Настао је банатски Дреновац по Радославу Грујићу, у време деспота Вука Бранковића крајем 15. века или по другом извору, почетком 16. века. У њему је био постојао развијен култ светогорског монаха Рафаила Банатског.

### Трајање
Напад на српског војводу Милоша Белмужевића команданта српске коњице, извели су код манастира (у Потисју) смедеревски Турци. Сматрало се да је код манастира тада погинуо Милошев син Вук, на празник Успеније пресвете Богородице.
Године 1573, велики везир Мехмед паша Соколовић поклонио је манастиру Дреновцу код Бечкерека, 11 бивола и 250 коза. То указује да се манастир налазио ван града, на пашњаку и речици, окружен шумом. 
Био је метох светогорског српског манастира Хиландара. Ту су навраћали и дуже и или краће боравили светогорски калуђери. Од обнове Пећке патријаршије 1557. године помиње се више епархија у Банату. Манастир Дреновац је било седиште "бечкеречких" епископа: Теодора Тивадоровића (или Доцијана) (1594), Висариона (1609) и Михаила (1687). 
У лето 1628. (или 1626?) године ту је боравио пећки патријарх српски Пајсије. Манастир Дреновац су 1666. године посетили калуђери српског манастира Пећке патријаршије. Затекли су ту игумана и три монаха, који су били приложници. Игуман Макарије је писао (платио) себи проскомодију, јеромонах Јефтимије исто, монах Данил исто, а монах Арсеније је писао за себе (платио за) 80 литургија.

### Премештање у Бечкерек
Манастир Дреновац је постојао око 250 година; од оснивања око 1450. године па до "гашења живота" и рушења око 1700. године. Не зна се којем су светитељу био манастир и његова црква били посвећени. Претпоставке су две: Успење Пресвете Богородице (28. август) или Летњи Св. Никола (22. мај). Из срушеног манастира Дреновца, пренети су у Бечкерек: мала "Часна трпеза са такође малим иконостасом" и то у храм Успења Пресвете Богородице. Свете ствари нису пренете у Ваведењески храм (где је у порти установљен манастир), него у други Успенски, јер је први био пред рушењем. На дан летњег Св. Николе пред том манастирском часном трпезом, се служи Св. литургија. Св. Никола је била крсна слава задужбинара манастира Дреновца, породице Бранковића. 
Патријарх српски Арсеније III Чарнојевић при преуређењу православне цркве у аустријској царевини, препоручио је цару Леополду I 1690. године да потврди постављање Исаије Ђаковића за епископа темишварског. Он је администрирао бечкеречку епархију 1692-1702. године. Постојало је тада шест православних епархија у Банату. Спојене су у то време епархије Бечкеречка и Темишварска, у једну Темишварску. Седиште те епархије Темишварске било је у манастиру Дреновцу, јер је Темишвар још био под Турцима. Префект Сегедина је 4. марта 1693. године уступио Ђаковићу у Бечкереку: шуму Чонтику поред моста и воденицу на Бегеју; а што је потврдио и цар Леополд I 4. марта 1695. године. Године 1696, због турских насиља и зулума владика Исаија се повлачи из манастира, а ускоро и само братство одлази. Турци су светињу опљачкали и разрушили. Калуђери из Дреновца су се скрасили тек тада у Градној улици уз град Бечкерек, код Ваведењског храма, око којег се налазила древна брестова шума. Хиландарски монаси подижу са источне стране цркве свој дом са две калуђерске ћелије, од непечене цигле покривен даскама и трском. Зато се тај бечкеречких храм у народу прозвао "Манастирска црква", у Манастирској улици. 
Ту је 1758. године још увек манастир, у којем борави јеромонах Епифаније Григоријевић, родом из Бечеја. Тај бивши свештеник удовац, прешао из Мошорина где је био парох, и закалуђерио се у том сада "градском" манастиру.

### Рафаило Банатски
Преподобни Рафаило Банатски је рођен негде у околини, и у манастиру Дреновцу је замонашен и живео испосничким животом. Боравио је извесно време у манастиру Хиландару, па се вратио у Бечкерек, јер је манастир Дреновац био разрушен. Наводно је био послат у Банат у хиландарски метох звани Бакабош, који се налазио негде југоисточно од града Бечкерека. Одатле је прешао код Ваведењског храма у тада село Градну улицу. Старца Рафаила је красио дар исцелитељства, и ту поред Ваведењске цркве је лечио болне посетиоце. Када је умро почетком 17. века сахрањен је југоисточно од граднуличког храма. Над његовим гробом је крајем 18. века подигнута капела од печене цигле, која и данас постоји. Рафаило Банатски је канонизован и проглашен за светитеља "равног Баната".

## Света Водица на Петри (1875)
На месту некадашњег манастира Дреновца, сада се налази Света Водица са капелом, близу села Стајићева. Водичка капела је посвећена Св. Пантелији (а Вукица Поповић сматра - летњем Св. Арханђелу), а изграђена је 1875. године на (уз) старом прометном друму, који је водио од Перлеза ка Орловату. Подигнуто је то зидано здање на речици (потоку) Петри настојањем ратара из Перлеза Луке Ђурђева а трошком верника из Перлеза и околних села. У поду капеле ископан је бунар, који је покриван поклопцем. Поред црквице-капеле, у којој су старе појединачне кућне иконе и свећњаци, налазила се још једна мања кућица, у којој су ноћивали верници и болесници, као и високи дрвени крст, о којем су везиване мараме и пешкири.
По предању земљиште око Водице на Петри, било је некад орловатско. Након једне епидемије куге и великог помора, продато је то место Перлезу. Деведесетих година 20. века власник земље била је Пољопривредна задруга "Полет" из Перлеза, чија је тешка маханизација доста нарушила изглед околине Водице и уништила бројне трагове.
Вукица Поповић кустос Народног музеја у Зрењанину је у свом чланку 1996. године, устврдила да се манастир Дреновац налазио баш ту где је Света Водица. Са њом се сложио и добро упућени стари зрењанински прота Милош Поповић. Исте године археолошка екипа из Зрењанина предвођена археологом Надом Бењоцки је тражећи трагове манастира, прво открила фрагментован сарматски и средњовековни (типичан за 11-13. век) археолошки материјал. Следећих 1997-1998. године настављена су опсежнија истраживања, која су дала резултат. На дубини од 0,60 метара копањем сонди, откривени су темељи мале једноставне, једнобродне богомоље, са апсидом на истоку. Темељи црквени су грађени комбинацијом средњовековне и римске опеке, ломљеног камена и креча, ширине 0,80 метара. Објекат - црква са димензијама 10,8 х 6 метара, са апсидом на истоку, оријентације запад-исток, могла је припадати манастиру. Јужно од темеља констатовани су гробови, а потом и у унутрашњости цркве. Накнадним копањем 1998. године, откривено је чак 69 целих гробова (гробних места) и још много некомплетних скелета. Многобројни гробови су образовали правилне редове, али нису нађена надгробна обележја, изузев на два места - цигле великог формата. Лешеви одраслих и дечји, понеки осакаћени (без главе или руке) су полагани у гробове, само са даскама испод, у правцу запад-исток, са главом на западу. У стара времена су гробља била уобичајена око богомоља. Гробље око темеља цркве, могло је припадати манастирском прњавору.